# Scardinius elmaliensis
Scardinius elmaliensis är en fiskart som beskrevs av Bogutskaya, 1997. Scardinius elmaliensis ingår i släktet Scardinius och familjen karpfiskar. IUCN kategoriserar arten globalt som otillräckligt studerad. Inga underarter finns listade i Catalogue of Life.